# スメル山
スメル山（スメルさん、Gunung Semeru）は、インドネシアのジャワ島にある火山。ジャワ島の最高峰であり、標高は 3,676m。最も活動している火山の1つである。別名マハメル（「偉大な山」の意）。

## 概要
ジャワ島の東側の海岸平野に忽然とそびえる急峻な山で、テンゲル火山群の南端にある。山名は古代インドにおいて世界の中心にそびえる聖山とされていたスメール山（須弥山）に由来する。
山頂火口での頻発する小規模なブルカノ式噴火でよく知られている。スメル山の噴火歴は多く、1818年以降少なくとも55回の噴火が記録されており、そのうち10回の噴火では犠牲者が出ている。溶岩流や火砕流が記録されている。やや規則的に中規模の噴火を繰り返す。1967年以降は定常的に噴火を繰り返し、10分おきぐらいに小爆発を繰り返している。
この山には常に登山者が登っており、北側にあるRanoPani村から登ることが多い。しかし、火山ガス吸引による犠牲者も出ている。
付近のブロモ山などと共にブロモ・テンゲル・スメル国立公園内に位置し、2015年に一帯はユネスコの生物圏保護区に指定された

## 噴火
2021年12月4日、大規模な噴火が発生し、大きな被害が出た。12月10日現在、これまでに火砕流等により少なくとも43人が死亡し13人が行方不明となっている。
2022年12月4日、大規模な噴火が発生し、噴煙が15,000mに達した。日本でも気象庁が沖縄県の一部地域に津波が到達する恐れがあると公表したが、日本時間同日18時に影響がないことが宣言された。現地では2000人近くが避難したという。